# Pseudoclasseya
Pseudoclasseya és un gènere d'arnes de la família Crambidae.

## Taxonomia
- Pseudoclasseya inopinata Bassi, 1989
- Pseudoclasseya minuta Bassi, 1989
- Pseudoclasseya mirabilis Bassi, 1989
- Pseudoclasseya sinuosellus (South in Leech & South, 1901)